# Tura Scandinavia
Tura Scandinavia startade 1976 och är en nordisk generalagent och distributör av varumärken och tillbehör inom ljud och bild, data, foto och video, gaming, hem och fritid, mobil och gps. Verksamheten bedrivs i Sverige, Norge, Danmark och Finland. Huvudkontoret finns i Kungsbacka, Hallands län, cirka två mil från Göteborg.
2008 nådde man en omsättning på över 1 miljard SEK.

## Varumärken
Några av de varumärken vars tillbehör Tura Scandinavia distribuerar:
- Duracell
- Golla
- Hama
- Koss
- LG
- Manfrotto
- Memorex
- Motorola
- Mitsubishi Kiosk
- Nokia
- Samsung
- SanDisk
- Sigma
- Skullcandy
- TDK